# Sigrid Sternebeck
Pour les articles homonymes, voir Sternebeck.
Sigrid Sternebeck, née le 19 juin 1949 à Bad Pyrmont, est membre de la deuxième génération de la Fraction armée rouge.

## Biographie
En 1968, elle donne naissance à une fille, elle obtient un certificat de fin d'études et devient photographe. En 1971, elle s'installe à Hambourg.
Lors d'une réunion politique, elle rencontre Susanne Albrecht, Karl-Heinz Dellwo, Silke Maier-Witt, Monika Helbing et Bernd Rössner.
En 1973, elle quitte son ami et sa fille, et s'installe avec Susanne Albrecht et Silke Maier et devient une membre de la RAF. Elle fait partie en 1977 du commando chargé d'enlever le parrain Jürgen Ponto mais face à sa résistance, il est abattu.
En 1980, elle part pour Allemagne de l'Est et s'y installe. Elle épouse Ralf Baptiste Friedrich.
Après la fin de la RDA, elle est arrêtée le 15 juin 1990, en collaboration. En 1992, elle est condamnée à huit ans et demi de prison pour son implication dans la tentative d'assassinat d'Alexander Haig et l'assassinat de Hanns Martin Schleyer,.
Elle vit maintenant dans le nord de l'Allemagne comme photographe.